# Ham Lands
Pour les articles homonymes, voir Ham.
Ham Lands est une réserve naturelle locale de 72 hectares et un site d'importance métropolitaine pour la conservation de la nature à Ham dans le Borough londonien de Richmond upon Thames et le Borough royal de Kingston upon Thames,.

## Description
Le site est une vaste zone de prairies et de broussailles bordant la Tamise. L'autre limite est principalement formée par Riverside Drive. Il a été excavé pour le gravier, puis remblayé avec du sol de différentes régions de Londres, créant une variété d'habitats qui attirent de nombreuses espèces d'oiseaux et de papillons. Les prairies inondables abritent une large gamme de fleurs sauvages , et il existe de nombreuses plantes rares pour Londres. 

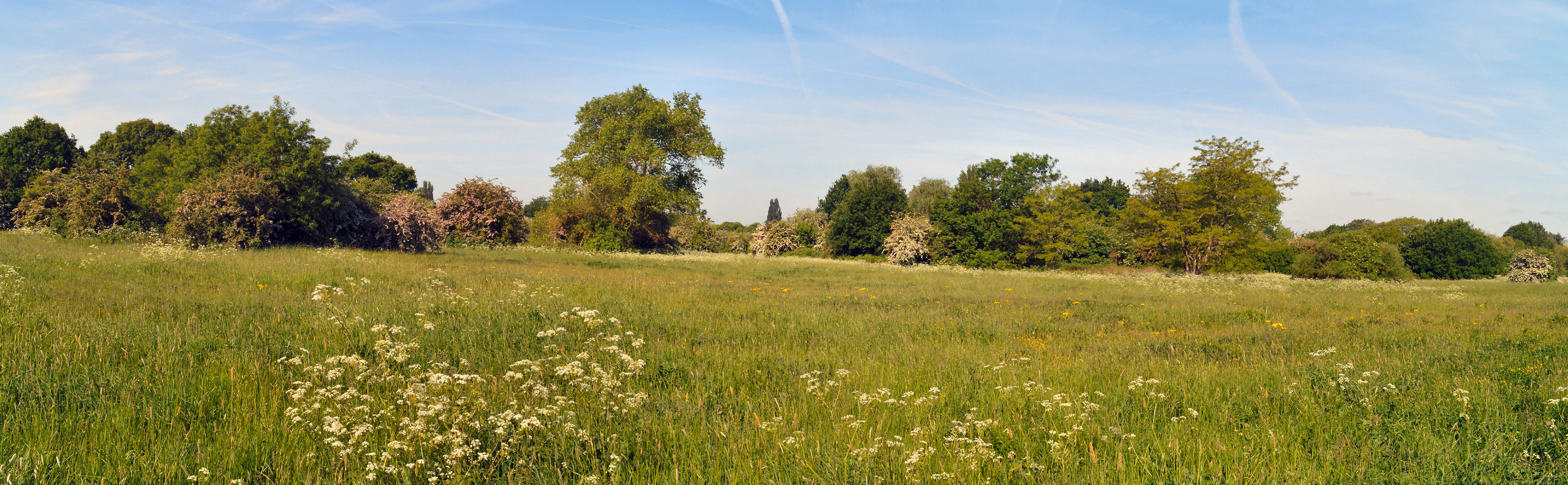
Ham Lands